# 石川康勝
石川 康勝（いしかわ やすかつ）は、安土桃山時代から江戸時代前期にかけての武将、大名。信濃奥仁科藩主。石川数正の次男。諱は員矩（かずのり）とも云う。

## 略歴
天正12年（1584年）、徳川家康の次男秀康が豊臣氏の人質として大坂に向かう際に、兄康長（三長）と共に扈従して、小姓・勝千代として秀康に仕えるようになった。翌年、父数正が家康の元から出奔したのに伴い、父と兄は豊臣秀吉に仕えるが、康勝が陪臣の身分を脱した時期については不明。まだ若年だったと思われる。
文禄元年（1592年）の文禄の役の際に肥前名護屋城に宿直。父の死で遺領の信濃松本藩10万石のうち、安曇郡1万5,000石を分知相続した。350名を率いて朝鮮京城へ出征し、帰朝後の文禄3年（1594年）、伏見城普請を分担。
慶長5年（1600年）の関ヶ原の戦いでは、兄と共に家康の会津征伐に同行してそのまま東軍に与して所領を安堵されているが、徳川秀忠に従って中山道を進み、西軍真田昌幸の上田城を攻撃した第二次上田合戦に加わっていたので、本戦には参加していない。
兄に従って徳川家に仕えるが、康勝は豊臣秀頼とも昵近で、慶長18年（1613年）8月18日の豊国祭礼の時には秀頼の代理として参拝している。同年10月25日、兄が領地隠匿を理由に処罰され、それに連座して改易された。
慶長19年（1614年）に豊臣方として大坂城に入城。石川家旧臣の多くがこれに従った。大坂の陣では、12月、冬の陣における真田丸の戦いでは、松平忠直隊を砲撃しようとして隊兵が火薬を誤爆させて、康勝自身も負傷した。この騒ぎを聞きつけた徳川方は、南条元忠の内応の合図と勘違いして強襲を開始したが、反撃に遭って撃退された。
翌年の夏の陣において、康勝は天王寺・岡山の戦いに出陣。天王寺口で真田信繁隊の寄騎として戦うが、乱戦の中で討死した。
兄康長とともに古田織部に茶の湯を学んでおり、４月22日付で皆伝をうけている（南部家文書）。